# برايان هيرون
برايان هيرون (بالإنجليزية: Brian Heron)‏ (19 يونيو 1948 بغلاسكو في المملكة المتحدة - ) هو لاعب كرة قدم بريطاني في مركز جناح ‏. لعب مع أكسفورد يونايتد وسكونثورب يونايتد ونادي دمبرتون ونادي رينجرز ونادي ماذرويل.

## وصلات خارجية
- برايان هيرون على موقع قاعدة بيانات كرة القدم.إي يو (الإنجليزية)